# Ongassaare
Ongassaare est un village de 18 habitants de la Commune de Illuka du Comté de Viru-Est en Estonie.